# Plorec-sur-Arguenon
Plorec-sur-Arguenon è un comune francese di 404 abitanti situato nel dipartimento delle Côtes-d'Armor nella regione della Bretagna.

## Società

### Evoluzione demografica
Abitanti censiti